# Ascotis obscura
Ascotis obscura är en fjärilsart som beskrevs av George Thomas Bethune-Baker 1891. Ascotis obscura ingår i släktet Ascotis och familjen mätare. Inga underarter finns listade i Catalogue of Life.